# European Sociological Association
Die European Sociological Association (ESA) ist eine europaweite wissenschaftliche Vereinigung von Soziologen, die 1992 gegründet wurde. Sie hat ihren Sitz in Paris. Derzeitige Präsidentin ist Lígia Ferro (Universität Porto) (2021–2023) Ihre Vorgänger waren:
- Marta Soler Gallart, Universität Barcelona (2019–2021)
- Sue Scott, Universität York (2017–2019)
- Frank Welz, Universität Innsbruck (2015–2017)
- Carmen Leccardi, Universität Mailand-Bicocca (2013–2015)
- Pekka Sulkunen, Universität Helsinki (2011–2013)
- Anália Torres, Universität Lissabon (2009–2011)
- Claire Wallace, Universität Aberdeen (2007–2009)
- Giovanna Procacci, Universität Mailand (2005–2007)
- J.P. Roos, Universität Helsinki (2003–2005)
- Yasemin Soysal, Universität Essex (2001–2003)
- Jiří Musil, Universität von New York in Prag (1999–2001)
- Martin Kohli, Freie Universität Berlin (1997–1999)
- Sylvia Walby, Universität Leeds (1995–1997)
- In ihren ersten drei Jahren hatte die ESA keinen Präsidenten.

Die ESA hat über 3000 Mitglieder und 23 Mitgliedsverbände und ist selbst Mitglied der International Sociological Association (ISA) und der European Alliance for Social Sciences and Humanities  (EASSH). Alle zwei Jahre wir eine größere Konferenz ausgerichtet. Die 1994 gegründete Zeitschrift European Sociologist ist das Publikationsorgan der ESA.

## Konferenzen
- 2021: Barcelona Sociological Knowledges for Alternative Futures[4]
- 2019: Manchester – Europe and Beyond: Boundaries, Barriers and Belonging
- 2017: Athen – (Un)Making Europe: Capitalism, Solidarities, Subjectivities
- 2015: Prag – Differences, inequalities and sociological imagination
- 2013: Turin – Crisis, Critique and Change
- 2011: Genf – Social relations in turbulent times
- 2009: Lissabon – European Society – European Societies?
- 2007: Glasgow – Conflict, Citizenship and Civil Society
- 2005: Toruń – Rethinking Inequalities
- 2003: Murcia – Ageing societies, new sociology
- 2001: Helsinki – Visions and Division: Challenges to European Sociology
- 1999: Amsterdam – Will Europe Work?
- 1997: Essex – 20th Century Europe: Inclusions/Exclusions
- 1995: Budapest – European Societies: Fusion or Fission?
- 1992: Wien – Sociological Perspectives on a Changing Europe